# Atta Troll

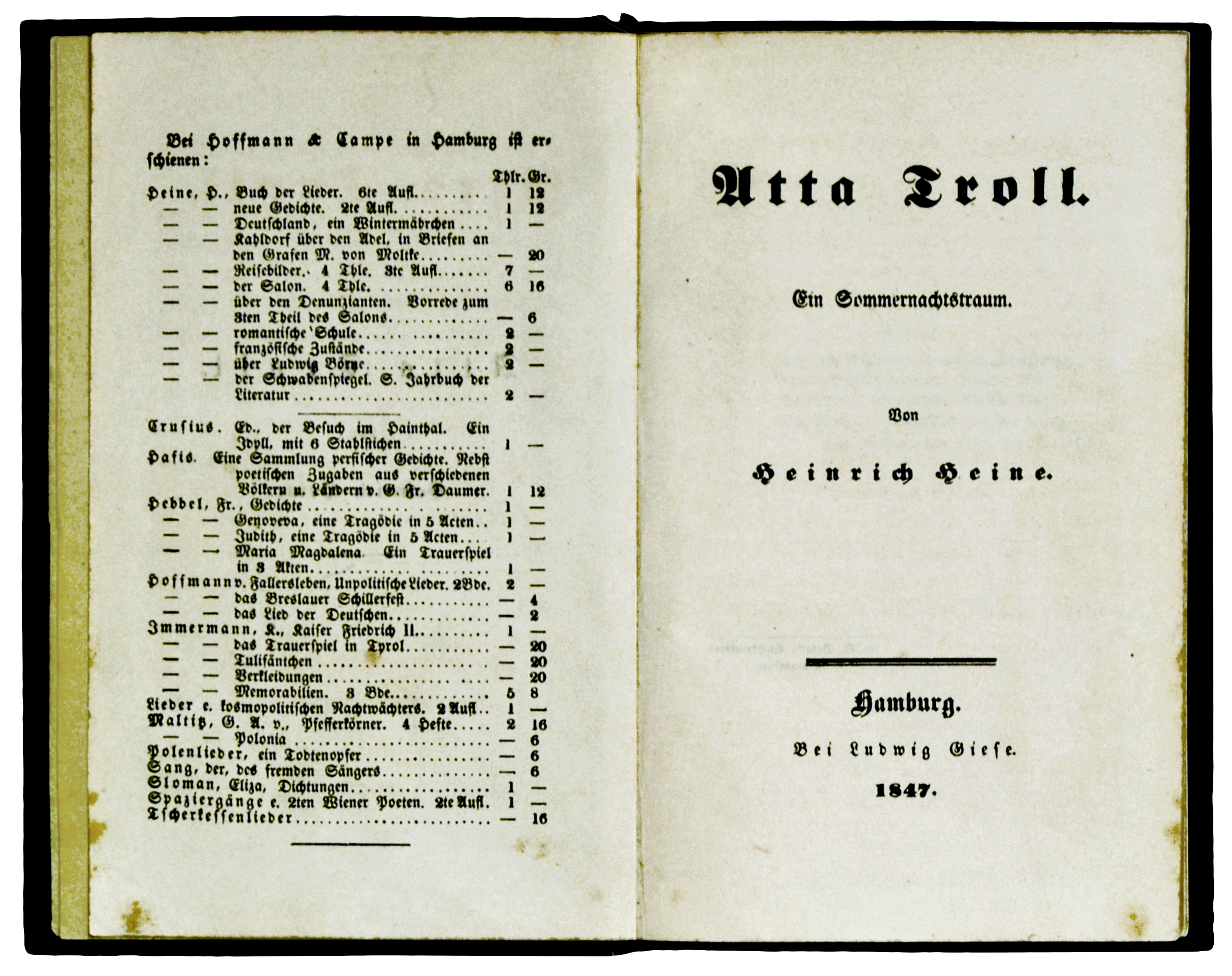
Strona tytułowa pierwszego wydania książkowego z roku 1847

Atta Troll. Sen nocy letniej 1841-1842 (niem. Atta Troll. Ein Sommernachtstraum) – poemat satyryczny niemieckiego poety romantycznego Heinricha Heinego.
Poemat powstał u schyłku jesieni 1841 roku. Był wydawany drukiem w odcinkach w latach 1841–1842 w czasopiśmie „Elegante Welt”. Pierwsze wydanie książkowe pochodzi z roku 1847.
Atta Troll to niedźwiedź, który swoimi sztuczkami zabawia gawiedź na rynkach miast i miasteczek. W czasie jednego z występów, Atta, pełen dumy i tęsknoty za wolnością, ucieka w góry i chowa się w swojej dawnej jamie, w której się urodził. Rusza za nim pościg myśliwych. Niedźwiedź podstępem zostaje wywabiony z jamy i ginie od kuli myśliwego, którym jest narrator poematu. Po ustrzeleniu zwierzęcia podmiot liryczny stwierdza:
I przejęty nagłym smutkiem,

O! jak często wraz z Schillerem

Myślałem: „Co żyć ma w pieśni,

Musi wpierw przeminąć w życiu”.

             przekład Maria Konopnicka
Na język polski poemat przełożyli m.in. Maria Konopnicka i Aureli Urbański (z obszerną przedmową i licznymi przypisami tłumacza).